# سورة هود

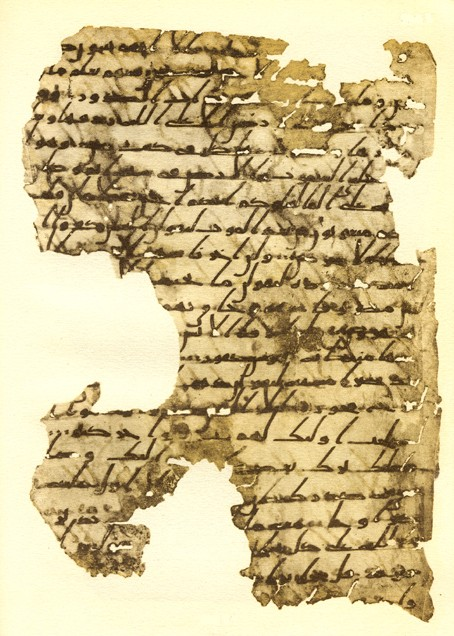
مخطوطة ب لآيات سورة هود ترجع إلى القرن الأول الهجري.

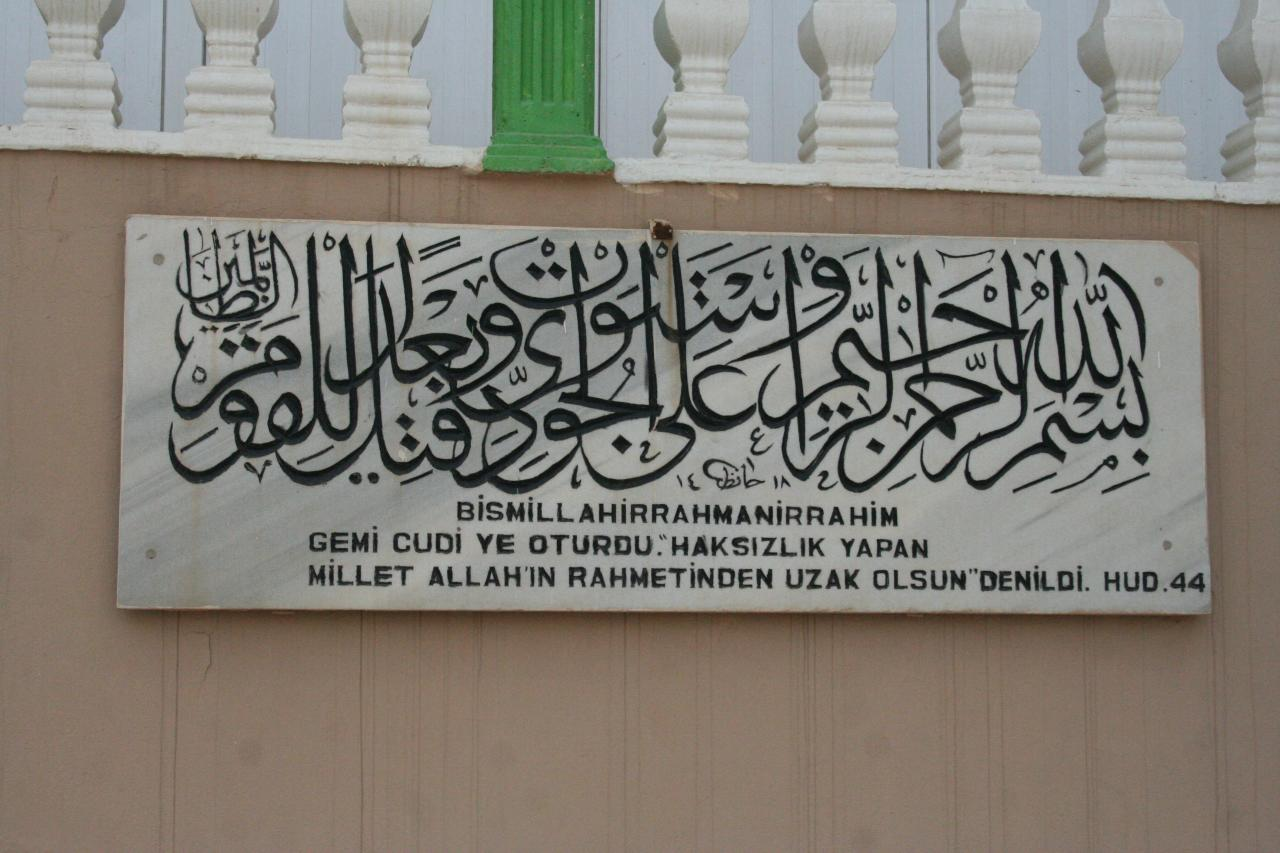

سورة هود سورة مكية ماعدا الآيات 12،17،114 فمدنية، وهي من المئين، آياتها 123، وترتيبها في المصحف 11، في الجزء الثاني عشر، نزلت بعد سورة يونس، سميت بتوقيف من النبي ﷺ، ولا يُعرف لها اسم غير ذلك، وسميت بذلك لتكرار اسم هود فيها خمس مرات، بدأت بحروف مقطعة ﴿الر كِ﴾ [هود:1]، ذُكر فيها قصص الأنبياء وتكذيب أقوامهم لهم، وسُميت على اسم هود، قال النبي محمد ﷺ عنها: « شيبتني هود وأخواتها»، ومن أهم مقاصدها: بيان عناية الله بكل دابة والقدرة على كل شيء من البعث وغيره المقتضي لتفرده ، ومن أهم ما ورد في مناسبة السورة لما قبلها، أن سورة يونس خُتِمَت بالتذكير بالوحي، وفُتِحَت سورة هود بذكر كتاب الله، ومن أهم خصائصها، أنها السورة الوحيدة التي ورد فيها نصَّ على أن عاداً هم قوم هود، وذلك في قوله تعالى: ﴿أَلَا إِنَّ عَادًا كَفَرُوا رَبَّهُمْ أَلَا بُعْدًا لِعَادٍ قَوْمِ هُودٍ﴾ [هود:60]، ومن أهم موضوعاتها: الحوار القصصي بين الأنبياء وأممهم، وسورة هود مزدانة بالبلاغة والمحسنات البلاغية.

## التعريف بالسورة وسبب التسمية
من السور التي لم يُذكر لها إلا اسم واحد، وهو الاسم الذي عُرفت به، وسبب تسميتها بهذا الاسم؛ لتكرار اسم (هود) فيها خمس مرات، إذ لم يتكرر في غيرها من السور مثل هذا العدد، ثم إن ما حكي عن هود في هذه السورة أطول مما حُكِي عنه في غيرها من السور، ولأن عاداً وُصفوا فيها بأنها قوم هود في قوله تعالى:﴿أَلَا بُعْدًا لِعَادٍ قَوْمِ هُودٍ﴾ [هود:60]، فسُميت هذه السورة باسمه تخليداً لجهوده في الدعوة إلى الله، وقد أسهبت الآيات الخاصة بقوم عاد أكثر من غيرها، فسميت هذه السورة باسم رسولهم، وقال وهبة الزحيلي: "سُميت سورة هود بهذا الاسم لاشتمالها على قصة هود  مع قومه عاد في الآيات من 50 إلى 60، وقد وردت هذه التسمية عن النبي ﷺ في حديث ابن عباس أن أبا بكر قال: يا رسول الله قد شبت، قال: شيبتني {هود} و{الواقعة}، و{المرسلات}، و{عم يتسآءلون}، و{إذا الشمس كورت}.

## عدد آيات السورة وكلماتها وحروفها
عدد آياتها: (مائة واثتنان وعشرون آية) عند الشَّاميّين، و(إِحدى وعشرون آية)، عند المكيّين والبصريّين، و(ثلاث وعشرون آية) عند الكوفيّين.
عدد كلماتها: (ألف وتسع مئة وخمس عشرة كلمة).
عدد حروفها: (سبعة آلاف وخمس مئة وسبعة وسبعون وستون حرفا) كحروف سورة يونس.

## مكان نزول السورة
القول الأول: إن سورة هود مكية كلها، وهذا قول الجمهور.
القول الثاني: إن سورة هود مكية إلا أنها اشتملت على بعض الآيات المدنية، وهي ثلاث آيات: فإنهن نزلن بالمدينة:
1. فالأولى قوله تعالى: ﴿فَلَعَلَّكَ تَارِكٌ بَعْضَ مَا يُوحَى إِلَيْكَ وَضَائِقٌ بِهِ صَدْرُكَ أَنْ يَقُولُوا لَوْلَا أُنْزِلَ عَلَيْهِ كَنْزٌ أَوْ جَاءَ مَعَهُ مَلَكٌ إِنَّمَا أَنْتَ نَذِيرٌ وَاللَّهُ عَلَى كُلِّ شَيْءٍ وَكِيلٌ ۝١٢﴾ [هود:12].
2. الآية الثانية:﴿أَفَمَنْ كَانَ عَلَى بَيِّنَةٍ مِنْ رَبِّهِ وَيَتْلُوهُ شَاهِدٌ مِنْهُ وَمِنْ قَبْلِهِ كِتَابُ مُوسَى إِمَامًا وَرَحْمَةً أُولَئِكَ يُؤْمِنُونَ بِهِ وَمَنْ يَكْفُرْ بِهِ مِنَ الْأَحْزَابِ فَالنَّارُ مَوْعِدُهُ فَلَا تَكُ فِي مِرْيَةٍ مِنْهُ إِنَّهُ الْحَقُّ مِنْ رَبِّكَ وَلَكِنَّ أَكْثَرَ النَّاسِ لَا يُؤْمِنُونَ ۝١٧﴾ [هود:17].
3. الآية الثالثة: ﴿وَأَقِمِ الصَّلَاةَ طَرَفَيِ النَّهَارِ وَزُلَفًا مِنَ اللَّيْلِ إِنَّ الْحَسَنَاتِ يُذْهِبْنَ السَّيِّئَاتِ ذَلِكَ ذِكْرَى لِلذَّاكِرِينَ ۝١١٤﴾ [هود:114].[2]

## ترتيب نزول السورة
ترتيب سورة (هود) من حيث النزول، هي السورة (الثانية والخمسون)، وكان نزولها بعد سورة يونس، كان نزولها في الفترة التي أعقبت حادث الإسراء والمعراج.
وأما ترتيبها في المصحف فهي السورة (الحادية عشرة)، بعد سورة يونس وقبل سورة يوسف، وهي كذلك في النزول، فقد توافق ترتيبها في النزول وترتيبها في المصحف من حيث ترتيب السور.

## ما ورد في سبب نزول بعض آيات السورة
لقد وردت بعض الأسباب لنزول بعض الآيات من سورة هود، ومنها:
قوله تعالى:﴿أَلَا إِنَّهُمْ يَثْنُونَ صُدُورَهُمْ لِيَسْتَخْفُوا مِنْهُ أَلَا حِينَ يَسْتَغْشُونَ ثِيَابَهُمْ يَعْلَمُ مَا يُسِرُّونَ وَمَا يُعْلِنُونَ إِنَّهُ عَلِيمٌ بِذَاتِ الصُّدُورِ ۝٥﴾ [هود:5]، نزلت في الأخنس بن شريق، وكان رجلا حلو الكلام حلو المنظر، يلقى رسول الله ﷺ بما يحب ويطوي بقبله ما يكره، وقال الكلبي: كان يجالس النبي ﷺ يظهر له أمرا يسره ويضمر في قلبه خلاف ما يظهر، فأنزل الله تعالى: {ألا إنهم يثنون صدورهم} يقول يكمنون ما في صدورهم من العداوة لمحمد ﷺ، قال ابن عباس: أُناسٌ كانوا يستحيون أن يتخلوا فيفضوا بفروجهم إلى السماء، وأن يجامعوا نسائهم فيفضوا إلى السماء، فنزل ذلك فيهم. وعن عبد الله بن شداد: نزلت في بعض المنافقين. قال كان أحدهم إذا مر بالنبي ﷺ ثنى صدره لكيلا يراه، فنزلت الآية.
- أن يتخلوا: المراد من التخلي قضاء الحاجة.[16]

قوله تعالى:﴿وَأَقِمِ الصَّلَاةَ طَرَفَيِ النَّهَارِ وَزُلَفًا مِنَ اللَّيْلِ إِنَّ الْحَسَنَاتِ يُذْهِبْنَ السَّيِّئَاتِ ذَلِكَ ذِكْرَى لِلذَّاكِرِينَ ۝١١٤﴾ [هود:114]، فعن ابن مسعود قال: «إن رجلا أصاب من امرأة قبلة فأتى النبي ﷺ فأخبره كأنه يسأل عن كفارتها، فأنزل الله  ﴿وَأَقِمِ الصَّلَاةَ طَرَفَيِ النَّهَارِ وَزُلَفًا مِنَ اللَّيْلِ إِنَّ الْحَسَنَاتِ يُذْهِبْنَ السَّيِّئَاتِ ذَلِكَ ذِكْرَى لِلذَّاكِرِينَ ۝١١٤﴾ [هود:114]، فقال الرجل ألي هذه؟ قال لجميع أمتي كلهم».
وعن أبي اليسر بن عمرو قال: «أتتني امرأة تبتاع تمرا فقلت: إن في البيت أطيب من هذا، فدخلت معي البيت فأهويت إليها فقبلتها، فأتيت رسول الله ﷺ فذكرت ذلك له فقال: أخلفت غازيا في سبيل الله في أهله بمثل هذا، وأطرق طويلا حتى أوحى الله بهذه الآية».
وفي رواية: «أن الرجل قال لرسول الله ﷺ بعد أن أخبره بالقبلة: أقم في حد الله، فأعرض عنه الرسول ثم أقيمت الصلاة فلما فرغ الرسول من صلاته قال أين الرجل؟ قال ها أنذا، قال: أأتممت الوضوء وصليت معنا؟ قال نعم. قال أذهب فإنها كفارة لما فعلت».
وفي رواية: «فإنك من خطيئتك كيوم ولدتك أمك فلا تعد، وأنزلت الآية»

## فضائل السورة
1. سُئِل النبي ﷺ عما شيبة من سورة هود، فقال: قوله تعالى:﴿فَاسْتَقِمْ كَمَا أُمِرْتَ﴾ [هود:112]،[22] وفي فضائل القرآن للقاسم بن سلام، عَنِ ابْنِ شِهَابٍ، قَالَ: "قَالُوا يَا رَسُولَ اللَّهِ، إِنَّا نَرَى فِي رَأْسِكَ شَيْبًا، فَقَالَ: «كَيْفَ لَا أَشِيبُ وَأَنَا أَقْرَأُ سُورَةَ هُودٍ، وَإِذَا الشَّمْسُ كُوِّرَتْ؟».[23]
2. روى الترمذي عن عكرمة البربري عن عبد الله بن عباس:[24] «قالَ أبو بَكْرٍ : يا رسولَ اللَّهِ قد شِبتَ، قالَ: شيَّبتني هودٌ، والواقعةُ، والمرسلاتُ، وعمَّ يتَسَاءَلُونَ، وإِذَا الشَّمْسُ كُوِّرَتْ».[25][26]

## خصائص السورة
تمتاز سورة هود بما فيها من القوارع والزواجر التي اشتملت عليها قصص بعض الأنبياء مع أقوامهم، والدعوة الشديدة إلى الاستقامة، مبتدأة بالنبي ﷺ.
أنها السورة الوحيدة التي ورد فيها نصَّ على أن عاداً هم قوم هود، وذلك في قوله تعالى: ﴿أَلَا إِنَّ عَادًا كَفَرُوا رَبَّهُمْ أَلَا بُعْدًا لِعَادٍ قَوْمِ هُودٍ﴾ [هود:60].
ومن خصائصها، أنها مزدانة بالبلاغة والمحسنات اللغوية، ففيها آية فاقت الفنون البلاغية التي جاء بها العرب في عدد كلماتها في إعجاز بلاغي رائع، ونظم بياني منقطع النظير، لا يدركه إلا رجل رشيد، ولا يتذوقه إلا ذو عقل سديد، وهذه الآية هي قوله تعالى: ﴿وَقِيلَ يَا أَرْضُ ابْلَعِي مَاءَكِ وَيَا سَمَاءُ أَقْلِعِي وَغِيضَ الْمَاءُ وَقُضِيَ الْأَمْرُ وَاسْتَوَتْ عَلَى الْجُودِيِّ وَقِيلَ بُعْدًا لِلْقَوْمِ الظَّالِمِينَ ۝٤٤﴾ [هود:44]، هذه الآية تسعة عشر لفظة، فيها واحد وعشرون نوعاً من البديع عدَّدها أبو حيان، ثم قال: "وروي أن أعرابياً سمعها، ثم قال: هذا كلام القادرين".
وأورد صاحب الكشاف بعضاً من محاسن الآية، فقال: "ولما ذكرنا من المعاني والنكت استفصح علماء البيان هذه الآية ورقصوا لها رؤسهم، لا لتجانس الكلمتين، وهما قوله ابْلَعِي وأَقْلِعِي وذلك وإن كان لا يخلى الكلام من حسن، فهو كغير الملتفت إليه بإزاء تلك المحاسن التي هي اللب وما عداها قشور.

## المناسبة بين اسم السورة وما قبلها وبعدها

### المناسبة بين اسم السورة ومحورها
مناسبة اسم السورة لمحورها واضح، فهي السورة الوحيدة التي تكرر فيها اسم (هود) خمس مرات، ولم يتكرر في غيرها، وما حُكي عن قصة هود مع قومه في هذه السورة أطول مما حُكي في غيرها.

### المناسبة بين سورة هود بما قبلها
1. إن سورة هود فصَّلت ما أُجمل في السورة التي قبلها من قصص الرسل .[10]
2. إن سورة هود مناسبة لسورة يونس في فاتحتها وخاتمتها وتفصيل الدعوة في أثنائهما، فقد افتتحتا بذكر القرآن بعد (الر)، وذكر رسالة النبي المبلغ عن ربه، وبيان أن وظيفة الرسول إنما هي التبشير والإنذار، وفي أثنائهما ذكر التحدي بالقرآن والرد على الذين زعموا أن الرسول ﷺ قد افتراه، ومحاجّة المشركين في أصول الدين.[28]
3. ووجه اتصال سورة هود بسورة يونس، أنه ذكر في سورة يونس قصة نوح  مختصرة ومجملة، فشُرحت في هذه السورة وبسطت فيها ما لم تبسط في غيرها من السور.[29]
4. اشتراك السورتان في التسمية، فقد سميتا بأسماء أنبياء الأولى باسم نبي الله يونس ، والثانية باسم نبي الله هود .[29]
5. على الجملة فقد أُجمِل في كل منهما ما فصل في الأُخرى مع فوائد انفردت بها كل منهما، فقد اتفقتا موضوعاً في الأكثر واختلفتا نظماً وأسلوباً مما لا مجال للشك في أنهما من كلام الرحمن، الذي علم الإنسان البيان.[10]
6. السورتان ختمتا بخطاب الناس بالدعوة إلى ما جاء به الرسول ﷺ، ثم أمر الرسول ﷺ في الأولى بالصبر حتى يحكم الله بينه وبين الكافرين، وفى الثانية بانتظار هذا الحكم منه تعالى مع الاستقامة على عبادته والتوكل عليه.[28]

### مناسبة السورة لما بعدها
1. لما ذكر سبحانه في سورة هود مما ذكره من القصص والآيات القاطعة بأن القرآن من عنده وبإذنه نزل، وأنه لا يؤمن إلاّ من شاء إيمانه، وأنه مهما شاءه كان، وبيّن عظيم قدرته على مثل ما عذب به الأمم وعلى التأليف بين من أراد وإيقاع الخلاف بين من شاء، وأشار إلى أنه حكم بالنصرة لعابديه فلا بد أن يكون ما أراد لأنه إليه يرجع الأمر كله، تلاها بهذه السورة لبيان هذه الأغراض بهذه القصة العظيمة الطويلة التي لقي فيها يوسف  ما لقي من أقرب الناس إليه ومن غيرهم ومن الغربة وشتات الشمل، ثم كانت له العاقبة فيه على أتم الوجوه لما تدرع به من الصبر على شديد البلاء والتفويض لأمر الله تسلية لهذا النبي الأمين.[30]
2. ووجه آخر للتناسب بين سورة هود بما بعدها، لما قال سبحانه: ﴿وَلَوْ شَاءَ رَبُّكَ لَجَعَلَ النَّاسَ أُمَّةً وَاحِدَةً وَلَا يَزَالُونَ مُخْتَلِفِينَ ۝١١٨﴾ [هود:118]، فلا أنسب لهذا ولا أعجب من حال إخوة فضلاء لأب واحد من أنبياء الله وصالحي عباده، جرى بينهم من التشتت ما جعله الله عبرة لأولى الألباب، وأما النسبة لآية التهديد فبينة، وكأن الكلام في قوة اعملوا على مكانتكم وانتظروا، فلن نصبر عليكم مدة صبر يعقوب ويوسف ، وقد وضح بفضل الله وجه ورود هذه السورة عقب سورة هود والله أعلم.[31]

## مقاصد السورة
المقصود الإجمالي من سورة هود بيان حقيقة القرآن، واطلاع الحق سبحانه على سائر الخلق وضمائرهم، وضمانه تعالى لأرزاق الحيوانات، والإشارة إلى خلق العرش وابتداء حاله، وتفاوت أحوال الكفار وأقوالهم، وإبراز تحدي النبي ﷺ العرب بالإتيان بمثل القرآن، وبيان ذم طلاب الدنيا المعرضين عن العقبى، ولعن الظالمين، وطردهم، وقصة أهل الكفر والإيمان، وتفصيل قصة نوح ، وذكر الطوفان، وحديث هود ، وإهلاك عاد، وقصة صالح ، وثمود، وبشارة الملائكة لإبراهيم وسارة بإسحاق، وحديث لوط  وإهلاك قومه، وذكر شعيب ، ومناظرة قومه إياه، والإشارة إلى قصة موسى  وفرعون يكون مقدم قومه إلى جهنم.
إيراد قصص الأنبياء بالتفصيل تسلية للنبي ﷺ على ما يتعرض له، من أذى قريش وصدودهم عن دعوته، وفي كل قصة عبرة وعظة أيضا للمؤمنين.
محاربة الفساد في الأرض من أجل حفظ الأمة والأفراد من الهلاك.
بيان سنة من سنن الله التي لا تتخلف، وهي أنه - سبحانه- لا يظلم الناس شيئا ولكن الناس هم الذين يظلمون أنفسهم بإعراضهم عن الحق، واتباعهم للهوى، واستحقاقهم للعقوبة التي هي جزاء عادل لكل ظالم.

## المحتوى العام للسورة
تضمنت هذه السورة كسورة يونس أصول الدين العامة وهي التوحيد، والرسالة، والبعث والجزاء، وتوضيح هذه العناصر إجمالا فيما يأتي:
1. الحديث عن القرآن وأحكامه من لدن حكيم خبير، ودعوة الناس للعمل بما فيه من عقائد وأحكام شرعية، ليمتعهم متاعاً حسناً، ويؤتي كل ذي فضل فضله، وبيان أن المرجع إليه وأنه على كل شيء قدير، والحديث عن علم الله وإحاطته  بمكنون الضمائر، وتكفله برزق كل دابة ومعرفته جميع أحوالها وحركاتها وسكناتها.[10]
2. الإشارة إلى آيات الله الكونية، في خلق السموات والأرض والعرش العظيم، وأنه اختبرنا بالتكاليف ليبلو عباده أيهم أحسن عملاً، والحديث عن إعجاز القرآن، وعجز البشر عن محاكاته، وأن هذا كاف في الدلالة على أنه من عند الله، وأن الله أيد به رسوله، وأن ما يدعونه من افترائه على الله زعم باطل.[33]
3. ذكر أسباب معارضة الكافرين للنبي ﷺ، وتكذيبهم له وهو تعلقهم بالدنيا وزينتها، والرد على المشركين الذين كانوا يعتقدون ويزعمون أن أصنامهم شفعاء لهم عند الله يوم القيامة.[2]
4. الحوار القصصي بين الأنبياء وأممهم،[8] بداية من:
  1. قصة نوح  مع قومه، بخصوص الطوفان وقوعه، ونجاة المؤمنين وهلاك المكذبين الكافرين ليعتبر كفار قريش ويرجعوا عن كفرهم وتكذيبهم.
  2. بيان قصة هود  مع قومه عاد، ونجاة المؤمنين منهم وهلاك العاصين المتمردين، ليكون في نبئهم عبرة لأولى الألباب.[10]
  3. قصة صالح  مع قومه "ثمود" ونجاة المؤمنين منهم وهلاك المكذبين بالصيحة، فأصبحوا في ديارهم جاثمين، جزاء كفرهم وتكذيبهم لرسول الله إليهم.
  4. قصة إبراهيم  وتبشير الملائكة له بإسحق  ومن ورائه يعقوب .
  5. قصة الملائكة وزيارتهم لوطاً ، وإهلاك الله لقومه بإبادة قراهم، وإمطارهم بحجارة من سجيل، جزاء شذوذهم الشهواني، وكفرهم بآيات ربهم.
  6. قصة شعيب  وتمرد قومه عليه وإهلاكهم بالصيحة، فأصبحوا في ديارهم جاثمين كأن لم يغنوا فيها، كما حدث لقوم صالح  ونجى الله شعيبا ومن آمن معه.
  7. قصة موسى وفرعون، وبيان أن قوم فرعون اتبعوا أمره، فأهلكهم الله وأتبعهم في هذه الدنيا لعنة ويوم القيامة بسبب كفرهم.[33]
5. ذكر وصف الجنة وأهلها ونعيمها، والنار وعذابها وأهلها.[7]
6. التعقيب المباشر على ما في تلك القصص من عبر وعظات، بإهلاك الظالمين، والأمر بالاستقامة في الدين وإقامة الصلاة في أوقاتها ليلاً ونهاراً لأن الحسنات يذهبن السيئات والصبر على الطاعة، محاربة الفساد في الأرض من أجل حفظ الأمة والأفراد من الهلاك.[22]
7. ختمت السورة بما بدئت به من الأمر بعبادة الله وحده والاتكال عليه، والتحذير من عقابه: {وَما رَبُّكَ بِغافِلٍ عَمَّا تَعْمَلُونَ}، ليتناسق البدء مع الختام.[10]

## شبيهاتها من السور
أخواتها من السور مثل «الحاقة» [الحاقة: 1] و«سأل سائل» [المعارج: 1] و«إذا الشمس كورت» [التكوير: 1] و«القارعة» [القارعة: 1]. قال الحافظ المناوي: ما فيها من ذكر أهوال القيامة والعذاب والهموم والأحزان إذا تقاحمت على الإنسان أسرع إليه الشيب في غير أوان.
وذلك لما في تلك السورِ من ذكر هلاك الأمم السابقة، وما حدث لهم من العذاب، وذكرِ أهوال القيامة، ومواقفها وعجائبها ومصائبها، وأحوال الهالكين والمعذبين مع ما في بعضهن من الأمر بالاستقامة، وهو من أصعب المقامات، وكأن ذلك الشيب بسبب الخوف الصادر من النبي ﷺ من الإشفاق على أمته والخوف عليهم، وفي الحديثِ: التَّأثُّرُ بالقرآنِ لِمَن عرَفه حقًّا، وتفاوُتُ ذلِك التَّأثُّرِ بالقرآنِ.

## الناسخ والمنسوخ في السورة
قال ابن حزم: "فيها من المنسوخ ثلاث آيات:
- الأولى: قوله تعالى: ﴿مَنْ كَانَ يُرِيدُ الْحَيَاةَ الدُّنْيَا وَزِينَتَهَا نُوَفِّ إِلَيْهِمْ أَعْمَالَهُمْ فِيهَا وَهُمْ فِيهَا لَا يُبْخَسُونَ ۝١٥﴾ [هود:15]، نسخت بقوله تعالى في سورة بني إسرائيل: ﴿مَنْ كَانَ يُرِيدُ الْعَاجِلَةَ عَجَّلْنَا لَهُ فِيهَا مَا نَشَاءُ لِمَنْ نُرِيدُ ثُمَّ جَعَلْنَا لَهُ جَهَنَّمَ يَصْلَاهَا مَذْمُومًا مَدْحُورًا ۝١٨﴾ [الإسراء:18].
- الثانية: قوله تعالى: ﴿وَقُلْ لِلَّذِينَ لَا يُؤْمِنُونَ اعْمَلُوا عَلَى مَكَانَتِكُمْ إِنَّا عَامِلُونَ ۝١٢١﴾ [هود:121]، نسخت بآية السيف.
- الثالثة: قوله تعالى: ﴿وَانْتَظِرُوا إِنَّا مُنْتَظِرُونَ ۝١٢٢﴾ [هود:122]، منسوخة بآية السيف.[37]

## اللغة في السورة
(أُحْكِمَتْ آياتُهُ): نظمت نظماً رصيناً محكماً، لا يعتريه نقض ولا خلل، كأنه البناء المحكم المرصف، ويجوز أن يكون نقلاً بالهمزة من حكم بضم الكاف، أي صار حكيماً.
(يَثْنُونَ): الثني: العطف تقول ثنيته عن كذا، أي عطفته، ومنه الاثنان لعطف أحدهما على الآخر في المعنى، ومنه الثناء لعطف المناقب في المدح، ومنه الاستثناء لأنه عطف عليه بالإخراج منه.
(لِيَسْتَخْفُوا): الاستخفاء: طلب خفاء الشيء قال استخفى وتخفّى.
(ضائِقٌ): اسم فاعل من ضاق. وإنما عدل عن أن يقال (ضيق) هنا إلى ضائق لمراعاة النظير مع قوله: (تارك) لأن ذلك أحسن فصاحة، ولأن ضائق لا دلالة فيه على تمكن وصف الضيق من صدره بخلاف ضيق، إذ هو صفة مشبهة وهي دالة على تمكن الوصف من الموصوف، إيماء إلى أن أقصى ما يتوهم توقعه في جانبه ﷺ هو ضيق قليل يعرض له، والضيق مستعمل مجازا في الغم والأسف، كما استعمل ضده وهو الانشراح في الفرح والمسرة.
(يُبْخَسُونَ): لا ينقصون ثواب ما يستحقون فإذا وردوا الآخرة وردوا على عاجل الحسرة إذ لا حسنة لهم هناك.
(بَيِّنَةٍ): حجة وبيان وبرهان من الله يدلّه على الحقّ والصّواب فيما يأتيه ويذره، والبيّنة: هي القرآن، وهو حكم يعمّ كلّ مؤمن مخلص، وقيل: المراد به النّبي ﷺ، أو المؤمنون، وقيل: مؤمنو أهل الكتاب.
(أَراذِلُنا): أسافلنا وفيه وجهان أحدهما أنه جمع الجمع فهو جمع أرذل بضم الذال جمع رذل بسكونها ككلب وأكلب وأكالب وثانيهما أنه جمع مفرد وهو أرذل كأكبر وأكابر وأبطح وأباطح وأبرق وأبارق والأرذل المرغوب عنه لرداءته، واختار الزمخشري الوجه الثاني ورجحه صاحب القاموس.
(التنور): هو التنور الذي يخبز فيه، لأن ذلك هو المعروف من كلام العرب، وكلام الله لا يوجه إلا إلى الأغلب الأشهر من معانيه عند العرب، إلا أن تقوم حجَّة على شيء منه بخلاف ذلك فيسلم لها، وذلك أنه جل ثناؤه إنما خاطبهم بما خاطبهم به، لإفهامهم معنى مَا خاطبهم به.
(مِدْراراً): المدرار: الكثير الدرور كالمغزار ولم يؤنثه وإن كان من مؤنث لثلاثة أسباب أحدها أن المراد بالسماء السحاب أو المطر فذكر على المعنى والثاني أن مفعالا للمبالغة فيستوي فيه المذكر والمؤنث كصبور وشكور والثالث أن الهاء حذفت من مفعال على طريق النسب وفي القاموس: درت السماء بالمطر درا ودرورا فهي مدرار.
(الناصية): منبت الشعر من مقدّم الرأس ويسمى الشعر النابت أيضا ناصية باسم محله ونصوت الرجل أخذت بناصيته فلامها واو ويقال له ناصاة فقلبت ياؤها ألفا فالأخذ بالناصية عبارة عن الغلبة والقهر وإن لم يكن ثمة أخذ بناصيته ولذا كانوا إذا منّوا على أسير جزوا ناصيته.
(بعجل حنيذ): (العجل): ولد البقرة ويسمى «الحسيل» وكان مال إبراهيم  البقر، والحنيذ: المشوي بالحجارة المحماة في أخدود وقيل: الذي يقطر دسمه ويدل عليه "بعجل سمين".

## البلاغة في السورة
تضمنت السورة الكريمة وجوهاً بلاغية كثيرة نوجز بعضاً منها فيما يلي:
- (طباق حسن): وذلك في قوله تعالى: (أُحْكِمَتْ)، و(فُصِّلَتْ): بينهما طباق حسن لأن المعنى: أحكمها حكيم، وفصلها أي بينها وشرحها خبير عالم بكيفيات الأمور. وكذلك بين نَذِيرٌ وَبَشِيرٌ طباق أيضا.[44]
- (تشبيه تمثيلي): وذلك في قوله تعالى: ﴿مَا كَانُوا يَسْتَطِيعُونَ السَّمْعَ وَمَا كَانُوا يُبْصِرُونَ﴾ [هود:20]، وهنا تشبيه تمثيلي لأنه تشبيه مركب بمركب، شبههم في فرط تصامهم عن استماع الحق ونبو أسماعهم عنه بمن لا يستطيع السمع وذلك لوجوه عديدة:

1. أولها: يضاعف لهم العذاب بما كانوا يستطيعون السمع فلا يسمعون وبما كانوا يستطيعون الابصار فلا يبصرون عنادا واصرارا منهم على الخطل والصدوف عن الحق وهذا يقضي أن تكون ما مصدرية والمصدر المؤول منصوب بنزع الخافض وهو الباء.
2. وثانيها: انه لاستثقالهم استماع آيات الله وكراهتهم تذكرها وتفهمها جروا مجرى من لا يستطيع السمع وان أبصارهم لم تنفعهم مع اعراضهم عن نذر الآيات فكأنهم لم يبصروا.
3. ثالثها: ان ما هنا ظرفية مصدرية تجري مجرى سأذكرك ما حييت والمعنى أنهم معذبون ما داموا أحياء.

- (التعريض): وذلك في قوله تعالى: ﴿فَقَالَ الْمَلَأُ الَّذِينَ كَفَرُوا مِنْ قَوْمِهِ مَا نَرَاكَ إِلَّا بَشَرًا مِثْلَنَا وَمَا نَرَاكَ اتَّبَعَكَ إِلَّا الَّذِينَ هُمْ أَرَاذِلُنَا بَادِيَ الرَّأْيِ﴾ [هود:27]، وغرضهم هنا منه التعريض بأنهم أحق منه بالنبوة وأن الله لو أراد أن يجعلها في أحد لجعلها فيهم وقد زعم هؤلاء أن يحجوا نوحا من وجهين أحدهما أن المتبعين أراذل ليسوا قدوة ولا أسوة والثاني انهم مع ذلك لم يترووا في اتباعه ولا أمعنوا الفكرة في صحة ما جاء به وإنما بادروا الى ذلك ارتجالا ومن غير فكر ولا روية.[38]

## القراءات لبعض الكلمات في السورة
وجوه القراءات كثيرة في سورة هود، ومن أهمها، ما يلي:
قوله تعالى: (الر): قرأ البصري وشامي وشعبة والأخوان بإمالة الراء إضجاعا، وورش بين بين، والباقون بالفتح.
قوله تعالى: (فَعُمِّيَتْ): قرأ حفص وحمزة والكسائي بضم العين وتشديد الميم وقرأ الباقون «فعميت» بفتح العين، وتخفيف الميم، على البناء للفاعل، والفاعل ضمير مستتر تقديره «هي» يعود على «رحمة».
قوله تعالى: (مَجْراها ومرساها): (مَجْراها): قرأ حفص وحمزة والكسائي بفتح الميم والباقون بالضم وأمال الألف بعد الراء أبو عمرو وحفص وحمزة والكسائي محضة وورش بين اللفظين والباقون بالفتح.
وقوله تعالى: (وَمُرْساها): أمال الألف بعد السين محضة حمزة والكسائي وورش بالفتح وبين اللفظين والباقون بالفتح.
قوله تعالى: (يا بُنَيَّ ارْكَبْ مَعَنا): قرأ عاصم بفتح الياء من بُنَيَّ، وقرا الباقون {يَا بُنَيَّ ارْكَبْ مَعَنَا} بكسر الياء، وقرأ حفص عن عاصم {يَا بُنَيَّ} بفتح الياء في جميع القرآن.
(ومن وراء إسحاق): "قرأ قالون والبزي بتسهيل الأولى مع المد والقصر، والبصري بإسقاطها مع القصر والمد، وورش وقنبل وأبو جعفر ورويس بتسهيل الثانية بين بين، ولورش وقنبل إبدال الثانية ياء مع المد المشبع للساكنين، والباقون بتحقيقها.
قوله تعالى: (يا وَيْلَتى أَأَلِدُ): قرأ ورش بالفتح وبين اللفظين في وَيْلَتى، وقرأ الدوري عن أبي عمرو بين بين، وقرأ حمزة والكسائي بالإمالة محضة، والباقون بالفتح. وأما (أَأَلِدُ) ففيها همزتان مفتوحتان من كلمة، قرأ قالون وأبو عمرو بتسهيل الثانية وألف بينها وبين الأولى، وورش وابن كثير بتسهيل والثانية ولا ألف بينهما، ولورش وجه آخر وهو إبدال الثانية حرف مد وهشام له وجهان: تسهيل الثانية وتحقيقها مع المد بينهما، والباقون بتحقيق الهمزتين ولا ألف بينهما. والكسائي بالهاء وإذا وقف الكسائي وقف بالإمالة على أصله.

## الفوائد الفقهية في السورة
- الفائدة الأولى: في قوله تعالى: ﴿أَصَلَاتُكَ تَأْمُرُكَ أَنْ نَتْرُكَ مَا يَعْبُدُ آبَاؤُنَا﴾ [هود:87]، هذه الآية يُستدل به على أن الصلاة تنهى عن الفحشاء والمنكر، وقد قيل: الصلاة هاهنا الدين، فيستدل به على أن الصلاة تطلق بمعنى الدين.[50]
- الفائدة الثانية: قوله: ﴿وَلَا تَرْكَنُوا إِلَى الَّذِينَ ظَلَمُوا فَتَمَسَّكُمُ النَّارُ وَمَا لَكُمْ مِنْ دُونِ اللَّهِ مِنْ أَوْلِيَاءَ ثُمَّ لَا تُنْصَرُونَ ۝١١٣﴾ [هود:113]، قال الطبري: يقول تعالى ذكره: ولا تميلوا، أيها الناس، إلى قول هؤلاء الذين كفروا بالله، فتقبلوا منهم وترضوا أعمالهم (فتمسكم النار)، بفعلكم ذلك وما لكم من دون الله من ناصر ينصركم ووليّ يليكم، (ثم لا تنصرون)، يقول: فإنكم إن فعلتم ذلك لم ينصركم الله، بل يخلِّيكم من نصرته ويسلط عليكم عدوّكم.[51]

- الفائدة الثالثة: قَوْله تَعَالَى: ﴿وَأَقِمِ الصَّلَاةَ طَرَفَيِ النَّهَارِ وَزُلَفًا مِنَ اللَّيْلِ إِنَّ الْحَسَنَاتِ يُذْهِبْنَ السَّيِّئَاتِ ذَلِكَ ذِكْرَى لِلذَّاكِرِينَ ۝١١٤﴾ [هود:114]، اختلف في تفسير هذه الآية على ثلاثة أقوال:

1. الأول: أنها تضمنت صلاة الغداة وصلاة العشي؛ قاله مجاهد.
2. الثاني: أنها تضمنت الظهر والعصر والمغرب؛ قاله الحسن وابن زيد.
3. الثالث: تضمنت الصلوات الخمس؛ قاله ابن عباس ومجاهد.

واختلفوا في صلاة طرفي النهار وصلاة الليل اختلافا لا يؤثر، فتركنا استيفاءه، والإشارة إليه أن طرفي النهار:
1. الأول: أنهما الظهر والمغرب.
2. الثاني: أنهما الصبح والمغرب.
3. الثالث: أنها الظهر والعصر.

وكذلك أفردوا بالاختلاف زلفا من الليل، فمن قائل: إنها العتمة، ومن قائل: إنها المغرب والعتمة والصبح. قال ابن العربي المالكي: "ولا خلاف أنها تضمنت الصلوات الخمس، فلا يضر الخلاف في تفصيل تأويلها بين الطرفين والزلف، فإذا أردنا سلوك سبيل التحقيق قلنا: أما من قال: إن طرفي النهار الصبح والمغرب فقد أخرج الظهر والعصر عنها، وأما من قال: إنها الصبح والظهر فقد أسقط العصر، وأما من قال: إنه العصر والصبح فقد أسقط الظهر، والذي نختاره أنه ليس في النهار من الصلوات إلا الظهر والعصر، وباقيها في الليل، فزلف الليل ثلاث: في ابتدائه، وهي المغرب، وفي اعتدال فحمته، وهي العشاء، وعند انتهائه وهي الصبح، وأما طرفا النهار فهما الدلوك والزوال وهو طرفه الأول، والدلوك الغروب، وهو طرفه الثاني، قال النبي ﷺ: «من أدرك ركعة من العصر قبل أن تغرب الشمس فقد أدرك العصر»، والعجب من الذي يقول: إن طرفي النهار الصبح والمغرب وهما طرفا الليل، فقلب القوس ركوة، وحاد من البرجاس غلوة.

## المؤلفات في السورة
1. الدراسة التحليلية لمقاصد وأهداف الحزب الثالث والعشرين من القرآن الكريم، سورة هود الآيات 1- 83)، للباحث: سعيد طه خضر، رسالة ماجستير في التفسير وعلوم القرآن، الجامعة الإسلامية بغزة، 2014م.
2. سورة هود  دراسة لخصائص نظمها وأسراره البلاغية، للباحث: دخيل الله بن محمد الصحفي، رسالة دكتوراه في البلاغة بجامعة أم القرى، كلية اللغة العربية، فرع البلاغة، 1413هـ - 1993م.
3. المتشابه اللفظي في سورة هود، د. هند بنت جميل صالح نايتة، مجلة اللغة العربية وآدابها، العدد السادس عشر، جمادي الثانية 1438هـ - مارس 2017م.
4. أثر علم المناسبات في التفسير الموضوعي للقرآن الكريم –تطبيقات في سورة هود-، د. بوضياف محمد الصالح، مجلة المقري للدراسات اللغوية النظرية التطبيقية، العدد الثاني.
5. الدرس النحوي في سورة هود وأخواتها، د. ميمونة بنت أحمد الفوتاوي، جامعة الأزهر، حولية كلية اللغة العربية –بنين بجرجا-، العدد الحادي والعشرين، الجزء السادس، 2017م.
6. آداب الحوار في القصص القرآني –سورة هود  أنموذجاً-، للدكتوره: عفاف بنت عطية الله ضيف الله المعبدي، مجلة الجامعة لعلوم الشريعة والدراسات الإسلامية، العدد: 73.
7. النظم القرآني في سورة هود –دراسة أسلوبية-، للباحث: مجدي عايش عودة أبو لحية، رسالة ماجستير بالجامعة الإسلامية بغزة، قسم اللغة العربية، 2009م.
8. سورة هود  دراسة لخصائص نظمها وأسراره البلاغية، للباحث: دخيل الله بن محمد الصحفي، رسالة دكتوراه في البلاغة بجامعة أم القرى، كلية اللغة العربية، فرع البلاغة، 1413هـ - 1993م.
9. الجملة الطلبية في سورة هود –دراسة بلاغية-، فخري فجر رمضان، رسالة ماجستير في جامعة شريف هداية الله الإسلامية الحكومية جاكرتا، استكمالاً لمتطلبات الحصول على الدرجة الأولى من قسم اللغة العربية، 2019م.
10. المجاز في سورة هود – دراسة وصفية بلاغية -، محمد نور الرحمن، رسالة ماجستير في شعبة اللغة العربية بالجامعة الإسلامية الحكومية بمالانج، كلية العلوم الإنسانية والثقافة، 2007م.

## وصلات خارجية
- سورة هود: تجويد-تفسير - موقع Altafsir.com

- تفسير ابن كثير لسورة هود
- أحكام التجويد لسورة هود
- إعراب كامل سورة هود
- ملف متكامل لسورة هود